# Ґрабувко (Косьцерський повіт)
Ґрабувко (пол. Grabówko, нім. Neugrabau) — село в Польщі, у гміні Нова Карчма Косьцерського повіту Поморського воєводства.
Населення — 278 осіб (2011).
У 1975-1998 роках село належало до Гданського воєводства.

## Демографія
Демографічна структура станом на 31 березня 2011 року:
|          | Загалом | Допрацездатний вік | Працездатний вік | Постпрацездатний вік |
| -------- | ------- | ------------------ | ---------------- | -------------------- |
| Чоловіки | 141     | 33                 | 89               | 19                   |
| Жінки    | 137     | 38                 | 75               | 24                   |
| Разом    | 278     | 71                 | 164              | 43                   |